# Рыжиков, Ефим Васильевич
Ефим Васильевич Рыжиков (15 октября 1899, деревня Печерск,Смоленская губерния — 18 сентября 1968, Кишинёв) — советский военный деятель, Генерал-лейтенант (1953 год).

## Биография
Ефим Васильевич Рыжиков родился 15 октября 1899 года в деревне Печерск (ныне — Смоленского района Смоленской области).

### Гражданская война
В июне 1919 года был призван в ряды РККА, после чего был направлен в 16-й запасной полк Западного фронта, где служил на должностях командира взвода, помощника командира и командира роты. В 1919 году вступил в ряды РКП(б). Вскоре был направлен на 1-е Смоленские пехотные курсы командного состава, после окончания которых с марта 1921 года служил на должностях командира взвода и роты отдельного караульного батальона.

### Межвоенное время
С сентября 1921 года Рыжиков служил на Западном фронте на должностях командира взвода 163-го стрелкового полка и особого батальона по борьбе с бандитизмом.
В ноябре 1922 года был направлен на учёбу в Высшую военную школу Приволжского военного округа, а затем в Киевскую объединённую военную школу, после окончания которой в октябре 1923 года продолжил служить на Западном фронте, в апреле 1924 года преобразованном в Западный, а в октябре 1926 года — в Белорусский военный округ, на должностях командира роты 14-го стрелкового полка, отдельной роты Карачевского отдельного караульного батальона, 30-й отдельный роты местных стрелковых войск, а с февраля 1927 года — на должностях командира роты и помощника начальника штаба 15-го стрелкового полка.
В октябре 1929 года был направлен на учёбу на разведывательные курсы при 4-м управлении Штаба РККА, после окончания которых в июне 1930 года был назначен на должность помощника начальника 1-й части штаба 5-й Витебской стрелковой дивизии.
После окончания Военной академии имени М. В. Фрунзе в мае 1934 года был назначен на должность начальника 1-й части штаба 80-й стрелковой дивизии, а в августе 1935 года — на должность секретаря военного атташе при полномочном представительстве СССР в Польше.
С июля 1937 года Рыжиков состоял в распоряжении Разведывательного управления РККА и в январе 1938 года был назначен на должность начальника отделения разведывательного отдела штаба Белорусского военного округа, после чего принимал участие в походе в Западную Белоруссию, а с января 1940 года, находясь на должности начальника разведывательного отдела штаба 34-го стрелкового корпуса (7-я армия, Северо-Западный фронт), принимал участие в ходе советско-финской войны.
В августе 1940 года был назначен на должность начальника штаба Архангельского укреплённого района, в августе — на должность помощника начальника 1-го отделения, а затем исполнял должность начальника 2-го отделения оперативного отдела штаба Архангельского военного округа.
В октябре 1940 года Ефим Васильевич Рыжиков был направлен на учёбу в Академию Генштаба РККА.

### Великая Отечественная война
С началом войны с июля 1941 года Рыжиков состоял в должности для особо важных оперативных поручений при Главнокомандующем войсками Западного стратегического направления, а с сентября того же года исполнял должность заместителя начальника штаба — начальника оперативного отдела штаба 16-й армии (Западный фронт), после чего принимал участие в битве под Москвой.
15 октября 1942 года был назначен на должность командира 217-й стрелковой дивизии, которая в марте 1943 года принимала участие в ходе наступательной операции по направлении на города Жиздра и Сухиничи (Калужская область), а в июле — в ходе в Орловской наступательной операции.
В сентябре 1943 года был назначен на должность командира 16-й гвардейской стрелковой дивизии, которая принимала участие в ходе разгрома противника под Невелем. Вскоре дивизия вышла севернее Витебска и с января по февраль принимала участие в боевых действиях за город. За отличия в этих боях дивизия была награждена орденом Красного Знамени, а генерал-майор Ефим Васильевич Рыжиков — орденом Отечественной войны 1 степени. С января по март 1944 года дивизия была выведена в резерв фронта юго-западнее Невеля для укомплектования. В ходе Витебско-Оршанской наступательной операции дивизия после прорыва обороны противника принимала участие в освобождении Орши.
С 16 октября 1944 по 6 января 1945 года Рыжиков временно исполнял должность командира 36-го гвардейского стрелкового корпуса, который принимал участие в разгроме противника на подступах к Восточной Пруссии и в Гумбинненской наступательной операции. За успешное выполнение заданий командования, умелое командование корпусом в этой операции генерал-майор Е. В. Рыжиков был награждён орденом Суворова 2 степени.
В январе 1945 года был назначен на должность заместителя командира 36-го гвардейского стрелкового корпуса, после чего принимал участие в ходе разгрома противника в районах городов Гумбиннен и Инстербург, а также на подступах к Кёнигсбергу. С февраля исполнял должность командира 26-й гвардейской стрелковой дивизии, а затем в марте того же года вернулся на должность заместителя командира 36-го гвардейского стрелкового корпуса.

### Послевоенная карьера
После окончания войны генерал-майор Рыжиков проходил службу в Особом (город Кёнигсберг) и Прибалтийском военных округах, где временно исполнял должность командира 83-й гвардейской стрелковой дивизии (11-я армия), в мае 1946 года был назначен на должность заместителя командира 36-го гвардейского стрелкового корпуса, а в июле — на должность командира 16-й стрелковой дивизии.
В июне 1948 года был направлен на учёбу на Высшие академические курсы при Высшей военной академии имени К. Е. Ворошилова, после окончания которых с апреля 1949 года служил в Приволжском и Дальневосточном военных округах на должностях командира 123-го и 56-го стрелковых корпусов. В июле 1953 года назначен в Одесский военный округ командиром 10-го гвардейского стрелкового корпуса, которым командовал до 11 июня 1956 года.
Генерал-лейтенант Ефим Васильевич Рыжиков в июне 1956 года вышел в запас. Умер 18 сентября 1968 года в Кишинёве.

## Награды
- Орден Ленина;
- Четыре ордена Красного Знамени;
- Орден Суворова 2 степени;
- Орден Кутузова 2 степени;
- Орден Отечественной войны 1 степени;
- Орден Красной Звезды;
- Медали.